# The Flight Attendant
The Flight Attendant es una serie de televisión web estadounidense de drama basada en la novela de 2018 del mismo nombre de Chris Bohjalian. Está protagonizada por Kaley Cuoco y se estrenó en HBO Max el 26 de noviembre de 2020.
El 18 de diciembre de 2020, la serie fue renovada para una segunda temporada; cuyo estreno fue el 21 de abril de 2022.

## Sinopsis
The Flight Attendant sigue a «la azafata Cassandra Bowden que se despierta en su habitación de hotel con resaca de la noche anterior, con un cadáver a su lado en Bangkok. Con miedo de llamar a la policía, continúa su mañana como si nada hubiera pasado, uniéndose a las otras azafatas y pilotos que viajan al aeropuerto. En Nueva York, se encuentra con agentes del FBI que la interrogan sobre su reciente escala en Bangkok. Aún incapaz de reconstruir la noche, se pregunta si ella podría ser la asesina.»

## Elenco

### Principal
- Kaley Cuoco como Cassandra «Cassie» Bowden
- Michiel Huisman como Alexander «Alex» Sokolov (temporada 1)
- Zosia Mamet como Annie Mouradian
- Rosie Perez como Megan Briscoe
- Griffin Matthews como Shane Evans
- T. R. Knight como Davey Bowden (temporada 1, recurrente temporada 2)
- Michelle Gomez como Miranda Croft (temporada 1, invitada temporada 2)
- Colin Woodell como Buckley (temporada 1)
- Merle Dandridge como Kim (temporada 1)
- Nolan Gerard Funk como Van (temporada 1)
- Deniz Akdeniz como Max (temporada 2, recurrente temporada 1)
- Mo McRae como Benjamin Berry (temporada 2, recurrente temporada 1)
- Callie Hernandez como Gabrielle Diaz (temporada 2)
- Joseph Julian Soria como Esteban Diaz (temporada 2)
- Cheryl Hines como Dot Karlson (temporada 2)[6]

### Recurrente
- Bebe Neuwirth como Diana Carlisle (temporada 1)
- Yasha Jackson como Jada Harris (temporada 1)
- Stephanie Koenig como Sabrina Oznowich (temporada 1)
- Jason Jones como Hank Bowden (temporada 1)
- Alberto Frezza como Enrico (temporada 1)
- Terry Serpico como Bill Briscoe (temporada 1)
- Ritchie Coster como Victor (temporada 1)
- Mae Martin como Grace St. James (temporada 2)[6]
- Jessie Ennis como Jenny (temporada 2)[6]
- Santiago Cabrera como Marco (temporada 2)[6]
- Shohreh Aghdashloo como Brenda (temporada 2)[6]
- Erik Passoja como Jim Jones (temporada 2)
- Margaret Cho como Charlie Utada (temporada 2)[6]
- Alanna Ubach como Carol Atkinson (temporada 2)[7]
- Sharon Stone como Lisa Bowden (temporada 2)[8]

## Episodios
| Temporada | Temporada | Episodios | Episodios | Emisión original        | Emisión original        |
| Temporada | Temporada | Episodios | Episodios | Primera emisión         | Última emisión          |
| --------- | --------- | --------- | --------- | ----------------------- | ----------------------- |
|           | 1         | 8         | 8         | 26 de noviembre de 2020 | 17 de diciembre de 2020 |
|           | 2         | 8         | 8         | 21 de abril de 2022     | 26 de mayo de 2022      |

### Temporada 1 (2020)
| N.º | Título                  | Dirigido por     | Escrito por                             | Fecha de lanzamiento original | Código de prod. |
| --- | ----------------------- | ---------------- | --------------------------------------- | ----------------------------- | --------------- |
| 1 | «In Case of Emergency»  | Susanna Fogel    | Steve Yockey                            | 26 de noviembre de 2020       | U13.14051       |
| Cuando la azafata Cassie Bowden se encuentra con el pasajero Alex Sokolov, decide pasar una noche extravagante y muy alocada con él. Pero cuando se despierta a la mañana siguiente junto a un cadáver, y sin recordar lo que pasó, Cassie lucha por mantener su ingenio el tiempo suficiente para volver a Nueva York, donde se avecinan más problemas. |                         |                  |                                         |                               |                 |
| 2 | «Rabbits»               | Susanna Fogel    | Steve Yockey                            | 26 de noviembre de 2020       | U13.14052       |
| Conmocionada por sus propias mentiras y bajo la presión del FBI, Cassie va en contra del consejo de Annie de pasar desapercibida e intenta encontrar algunas respuestas indagando en la vida laboral de Alex Sokolov, con resultados extraños y chocantes.                                                                                               |                         |                  |                                         |                               |                 |
| 3 | «Funeralia»             | Tom Vaughan      | Kara Lee Corthron & Ryan Jennifer Jones | 26 de noviembre de 2020       | U13.14053       |
| Al regresar de Roma para encontrar a alguien que entró en su apartamento, Cassie se dobla al encontrar a Miranda, aunque eso signifique estrellar el servicio conmemorativo empapado de champán de Alex Sokolov en su casa. |                         |                  |                                         |                               |                 |
| 4 | «Conspiracy Theories»   | Johnn Strickland | Ian Weinreich                           | 3 de diciembre de 2020        | U13.14054       |
| Cassie sigue un sorprendente rastro hasta un servicio de jets privados sospechosamente vacío. Más tarde, una visita de su hermano Davey obliga a Cassie a afrontar los recuerdos de su infancia “poco convencional”. |                         |                  |                                         |                               |                 |
| 5 | «Other People's Houses» | Glen Winter      | Ticona S. Joy                           | 3 de diciembre de 2020        | U13.14055       |
| Con Miranda en sus talones y el FBI al acecho, Cassie pide ayuda a Max con un plan en el que se incluyen el allanamiento, el fraude informático y demasiado vodka. Mientras, la vida laboral de Annie da un giro siniestro. |                         |                  |                                         |                               |                 |
| 6 | «After Dark»            | Batan Silva      | Jess Meyer                              | 10 de diciembre de 2020       | U13.14056       |
| Tambaleándose por una bronca enorme con Annie, Cassie acaba metida en una aventura llena de alcohol que acaba en un fracaso. |                         |                  |                                         |                               |                 |
| 7 | «Hichcock Double»       | Marcos Siega     | Meredith Lavender & Marcie Ulin         | 10 de diciembre de 2020       | U13.14057       |
| Cassie se ve obligada a aliarse con alguien inesperado. La vida de Megan se tambalea cuando su marido empieza a hacer preguntas. |                         |                  |                                         |                               |                 |
| 8 | «Arrivals & Departures» | Marcos Siega     | Steve Yockey                            | 17 de diciembre de 2020       | U13.14058       |
| Cassie se enfrenta al asesino de Alex. Annie trabaja con el FBI. Megan se sincera. |                         |                  |                                         |                               |                 |

### Temporada 2 (2022)
| N.º | Título                                                             | Dirigido por   | Escrito por                          | Fecha de lanzamiento original | Código de prod. |
| --- | ------------------------------------------------------------------ | -------------- | ------------------------------------ | ----------------------------- | --------------- |
| 1   | «Seeing Double»                                                    | Silver Tree    | Steve Yockey                         | 21 de abril de 2022           | U13.14701       |
| 2   | «Mushrooms, Tasers, and Bears, Oh My!»                             | Silver Tree    | Elizabeth Benjamin & Jess Meyer      | 21 de abril de 2022           | U13.14702       |
| 3   | «The Reykjavik Ice Sculpture Festival Is Lovely This Time of Year» | Jennifer Phang | Louisa Levy & Ryan Jennifer Jones    | 28 de abril de 2022           | U13.14703       |
| 4   | «Blue Sincerely Reunion»                                           | Jennifer Phang | Natalie Chaidez & Haruna Lee         | 28 de abril de 2022           | U13.14704       |
| 5   | «Drowning Women»                                                   | Pete Chatmon   | Liz Sagal & Steve Yockey             | 5 de mayo de 2022             | U13.14705       |
| 6   | «Brothers & Sisters»                                               | Silver Tree    | Ian Weinreich & Kristin Layne Tucker | 12 de mayo de 2022            | U13.14706       |
| 7   | «Thrill Rides»                                                     | Silver Tree    | Jess Meyer                           | 19 de mayo de 2022            | U13.14707       |
| 8   | «Backwards and Forwards»                                           | Silver Tree    | Steve Yockey                         | 26 de mayo de 2022            | U13.14708       |

## Producción

### Desarrollo
El 27 de octubre de 2017, se anunció que la productora de Kaley Cuoco, Yes, Norman Productions, tenía los derechos de la novela, The Flight Attendant. La novela se desarrollará en una miniserie de televisión con Cuoco como protagonista y como productora ejecutiva. El 1 de julio de 2019, se anunció que Greg Berlanti se había unido a la serie como productor ejecutivo con su productora Berlanti Productions. El 1 de julio de 2019, se anunció que la serie se unirá al próximo servicio de streaming de WarnerMedia, HBO Max. La serie se estrenará el 26 de noviembre de 2020 con los primeros 3 episodios disponibles. Al día siguiente se estrenó un tráiler oficial de la serie y el plan de los episodios posteriores al estreno; está previsto que se estrenen dos episodios el 3 de diciembre, seguidos de dos episodios más el 10 de diciembre, y que la miniserie finalice el 17 de diciembre de 2020. El 18 de diciembre de 2020, la serie fue renovada para una segunda temporada.

### Casting
En septiembre, que anunció que Sonoya Mizuno fue elegida para protagonizar junto a Cuoco. En octubre, se anunció que Michiel Huisman, Colin Woodell, Rosie Perez y Zosia Mamet se unieron al elenco de la serie. En noviembre de 2019, se anunció que Merle Dandridge, Griffin Matthews y T. R. Knight se habían unido al elenco de la serie. En diciembre de 2019, se anunció que Nolan Gerard Funk se había unido al elenco de la serie. En febrero de 2020, se anunció que Bebe Neuwirth se había unido al elenco recurrente de la serie. En agosto de 2020, se anunció que Michelle Gomez se había unido al elenco de la serie, reemplazando a Mizuno. En octubre de 2020, se anunció que Yasha Jackson se había unido al elenco recurrente de la serie.

### Rodaje
El rodaje comenzó en noviembre de 2019 en Bangkok, Tailandia antes de continuar en WWhite Plains, Nueva York en diciembre. El 12 de marzo de 2020, Warner Bros. Television ordenó el cierre de producción de la serie debido a la pandemia de COVID-19. La producción de los dos episodios restantes de la serie se reanudó el 31 de agosto de 2020, en Nueva York.

## Lanzamiento

### Distribución
En España, el 21 de octubre de 2020, se anunció que se lanzaría el 27 de noviembre de 2020, sin embargo, horas más tarde se anunció que se lanzará el 26 de noviembre de 2020 en HBO España.

## Recepción

### Respuesta crítica
La primera temporada recibió críticas en su mayoría positivas. En el agregador de reseñas Rotten Tomatoes, tiene un índice de aprobación del 97% con una calificación promedio de 7.4/10, según 69 reseñas. El consenso de los críticos del sitio web dice: "Kaley Cuoco brilla como un desastre en The Flight Attendant, una rebanada adictivamente intrigante de pulpa elegante que atraerá a los aficionados al misterio a Cloud Nine". Según Metacritic, que calculó una puntuación promedio ponderada de 78 de 100 según 24 reseñas de críticos, la serie recibió "críticas generalmente favorables".
La segunda temporada también ha recibido críticas en su mayoría positivas. En Rotten Tomatoes, tiene un índice de aprobación del 86% con una calificación promedio de 7.25/10, según 47 reseñas. El consenso de los críticos del sitio web afirma: "Si bien hay algunas turbulencias cuando The Flight Attendant toma un nuevo rumbo, los pasajeros están en buenas manos con el giro entusiasta de Kaley Cuoco y la habilidad de los escritores para los giros satisfactorios". Mientras que en Metacritic, la segunda temporada tiene una puntuación media ponderada de 77 sobre 100 basada en 19 críticas, lo que indica "críticas generalmente favorables".

### Reconocimientos
| Año  | Premiación                         | Categoría                                                 | Nominado(s) | Resultado | Ref.   |
| ---- | ---------------------------------- | --------------------------------------------------------- | --- | --------- | ------ |
| 2021 | Premios de la Crítica Televisiva   | Mejor serie de comedia                                    | The Flight Attendant | Nominada  | [ 55 ] |
| 2021 | Premios de la Crítica Televisiva   | Mejor actriz en una serie de comedia                      | Kaley Cuoco | Nominada  | [ 55 ] |
| 2021 | Premios Globo de Oro               | Mejor serie - Comedia o musical                           | The Flight Attendant | Nominada  | [ 56 ] |
| 2021 | Premios Globo de Oro               | Mejor actriz de serie - Comedia o musical                 | Kaley Cuoco | Nominada  | [ 56 ] |
| 2021 | Premios del Sindicato de Actores   | Mejor reparto de televisión de comedia                    | Kaley Cuoco, Merle Dandridge, Nolan Gerard Funk, Michelle Gomez, Michiel Huisman, Yasha Jackson, Jason Jones, T.R. Knight, Zosia Mamet, Audrey Grace Marshall, Griffin Matthews, Rosie Perez, Terry Serpico and Colin Woodell | Nominados | [ 57 ] |
| 2021 | Premios del Sindicato de Actores   | Mejor actriz de televisión de comedia                     | Kaley Cuoco | Nominada  | [ 57 ] |
| 2021 | Premios Primetime Emmy             | Mejor serie de comedia                                    | The Flight Attendant | Nominado  | [ 58 ] |
| 2021 | Premios Primetime Emmy             | Mejor actriz - Serie de comedia                           | Kaley Cuoco | Nominada  | [ 58 ] |
| 2021 | Premios Primetime Emmy             | Mejor actriz de reparto - Serie de comedia                | Rosie Perez | Nominada  | [ 58 ] |
| 2021 | Premios Primetime Emmy             | Mejor dirección - Serie de comedia                        | Susanna Fogel (por: "In Case of Emergency") | Nominada  | [ 58 ] |
| 2021 | Premios Primetime Emmy             | Mejor guion - Serie de comedia                            | Steve Yockey (por: "In Case of Emergency") | Nominado  | [ 58 ] |
| 2021 | Premios Emmy a las Artes Creativas | Mejor casting en una serie de comedia                     | Kim Miscia, Beth Bowling y John Papsidera | Nominados | [ 58 ] |
| 2021 | Premios Emmy a las Artes Creativas | Mejor diseño de producción para un programa contemporáneo | Sara K. White (por: "After Dark") | Nominada  | [ 58 ] |
| 2021 | Premios Emmy a las Artes Creativas | Mejor edición de fotografía para una single cámara        | Heather Persons (por: "In Case of Emergency") | Nominado  | [ 58 ] |
| 2021 | Premios Emmy a las Artes Creativas | Mejor edición de música para una cabecera                 | Blake Neely | Ganador   | [ 58 ] |
| 2021 | Premios TCA                        | Mejor logro para una comedia                              | The Flight Attendant | Nominado  | [ 59 ] |
| 2021 | Premios TCA                        | Mejor logro para una nueva serie                          | The Flight Attendant | Nominado  | [ 59 ] |
| 2021 | Premios TCA                        | Logro individual en una comedia                           | Kaley Cuoco | Nominada  | [ 59 ] |
| 2021 | Premios WGA                        | Mejor nueva serie                                         | Kara Lee Corthron, Michael Foley, Ryan Jennifer Jones, Ticona S. Joy, Meredith Lavender, Jess Meyer, Daniele Nathanson, Marcie Ulin, Ian Weinreich y Steve Yockey                                                             | Nominados | [ 60 ] |
| 2022 | Premios Primetime Emmy             | Mejor actriz - Serie de comedia                           | Kaley Cuoco | Nominada  | [ 61 ] |